# Pérsia

O antigo Império Aquemênida em seu auge em. Até hoje, o Império Aquemênida é considerado um dos maiores de todos os impérios da história

Pérsia (em latim: Persia; em grego clássico: Περσίς; romaniz.: Persís) é o nome metonímico pelo qual os gregos da Antiguidade designavam o território governado pelos reis aquemênidas, cuja dinastia (c. 550–330 a.C.) marcou o apogeu do império, que, graças às conquistas territoriais empreendidas por Dario I e Xerxes I, tornara-se o maior império do mundo conhecido.
No século III, sob o Império Sassânida, aparece a palavra Ērān (Irã) ou Ērānšahr ("País dos Arianos" ou "País dos Iranianos"). No século VII, após a queda dos Sassânidas, o país volta a ser chamado de "Pérsia", pelos estrangeiros. Essa denominação seria usada até 1934, quando Reza Pálavi, por decreto firmado em 31 de dezembro daquele ano, substitui o nome "Pérsia" por Irã. De fato, o país sempre fora chamado "Irã", pelo seu povo, embora, durante séculos, tivesse sido referido pelos europeus como "Pérsia" (de Pars ou Fars, província no sul do Irã), por influência dos escritos dos historiadores gregos. Mais tarde, em 1959, ambos os nomes passaram a ser admitidos oficialmente pelo governo iraniano, embora a denominação "Irã" tenha se tornado a mais usual no Ocidente a partir de 1935.
Atualmente, o termo Pérsia costuma ser reservado ao Império Persa, que foi fundado por um grupo étnico (os persas) a partir da cidade de Ansã, situada na atual província iraniana de Fars. O império foi governado por dinastias sucessivas (persas ou não), que controlavam o planalto Iraniano e os territórios adjacentes.
"Persa" pode, portanto, significar:
- algo pertinente ao Irã ou ao Império Aquemênida;
- o natural ou habitante do Irã;
- algo pertinente ao grupo étnico persa;
- a língua persa, seja o persa antigo, o persa médio (pálavi) ou, ainda, o persa moderno (pársi).

## Etimologia
Pelo menos desde 600 a.C., o termo Pérsis era usado pelos gregos para referir-se à Pérsia/Irã. Pérsis provém do persa Pars ou Parsa – o nome do clã principal de Ciro e que também deu o nome da região onde habitavam os persas (correspondente, hoje, à moderna província iraniana de Fars). O latim emprestou o termo do grego, transformando-o em Persia, forma adotada pelas diversas línguas europeias.  Em  aramaico,  o nome Pérsia,  significa divisão,  desdobramento, ato de repartir.
O povo iraniano, para se referir ao próprio país, usava, desde o período sassânida, o termo "Iran", que significa “terra dos arianos”, derivado de Aryanam, forma encontrada em textos persas antigos. No período aquemênida, os persas usavam o termo Parsa.
Em 1935, o xá Reza Pahlavi solicitou formalmente que a comunidade internacional passasse a empregar o nome nativo do país, Iran (Irã ou Irão, em português). Em 1959, o xá Mohammad Reza Pahlavi anunciou que tanto Pérsia como Irã eram formas corretas de referir-se ao seu país.

## Economia
Os persas praticavam a agricultura, a pesca, o artesanato, a metalurgia e a mineração de metais e de pedras muito preciosas. Também eram muito bons no comércio, construíam estradas de pedras, para facilitar o transporte, trocas e como correio. Eram bons também em economia monetária. Dario I criou o dárico, a moeda que foi unificada no vasto Império Aquemênida.

## Guerras
Os persas tinham um exército tão poderoso que era conhecido pelos gregos como "Imortais", nomeado assim por conter 10 000 homens e, a cada morto, um outro soldado ocupar o seu lugar. Os persas eram conhecidos também por usarem elefantes em batalha.

## História
| História da Pérsia Antiga: Império Aquemênida |                    |                                 |                                |                       |                                   |                 |                   |
| Persas e Medos                                | Império Aquemênida | Império Macedônico *helenístico | Império Selêucida *helenístico | Reino Greco-Bactriano | Império Arsácida ou Império Parta | Império Cuchana | Império Sassânida |

Extensão do primeiro império persa, o Império Aquemênida, sob o reinado de Dario I
Território do Império Sassânida em 621
Extensão máxima do Império Safávida durante o governo de Abas I
Império Afexárida durante o governo de Nader Xá

## Cidades históricas
- Abheer
- Antioquia
- Arbela
- Ária
- Bactro
- Beistum
- Borazjan
- Daciano
- Dariush Kabir
- Ecbátana (depois, Hamadã)
- Ergili
- Gulamam
- Hierápolis
- Hircânia
- Estacar
- Jinjan
- Candaar
- Margiana
- Merv
- Pasárgada
- Persépolis
- Samaria
- Samósata
- Sárdis
- Sidom
- Susa
- Tarso
- Teerã
- Turengue Tepe
- Zohak